# 亚马孙区 (火星)

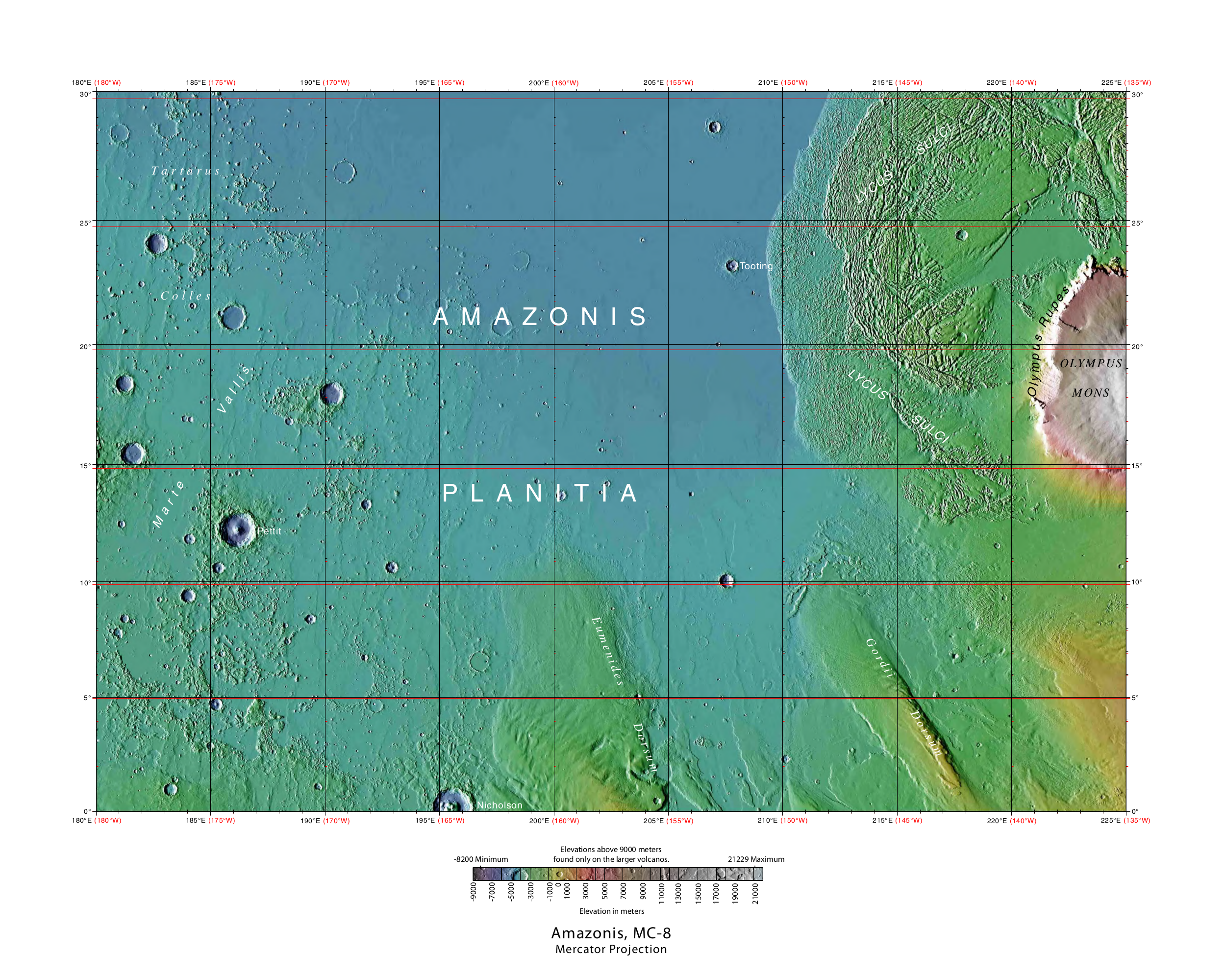
亚马孙区

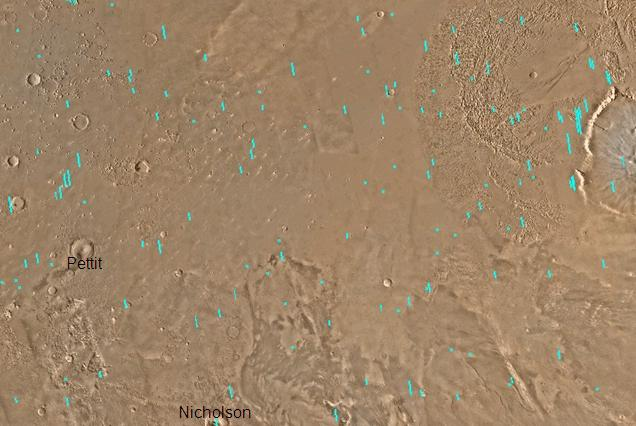
亚马孙区

亚马孙区（英語：Amazonis quadrangle）是美国地质调查局太空地质学研究计划（Astrogeology Research Program）对火星表面划分的30个区域之一，编号为MC-8。
亚马孙区覆盖了火星西经135°至180°、北纬0°至30°的区域。由于这一区域的撞击坑密度很低，因而被认为是火星上最年轻的地区之一。火星的亚马孙纪（Amazonia period）便是以该区的名字命名的。